# Rhyolite

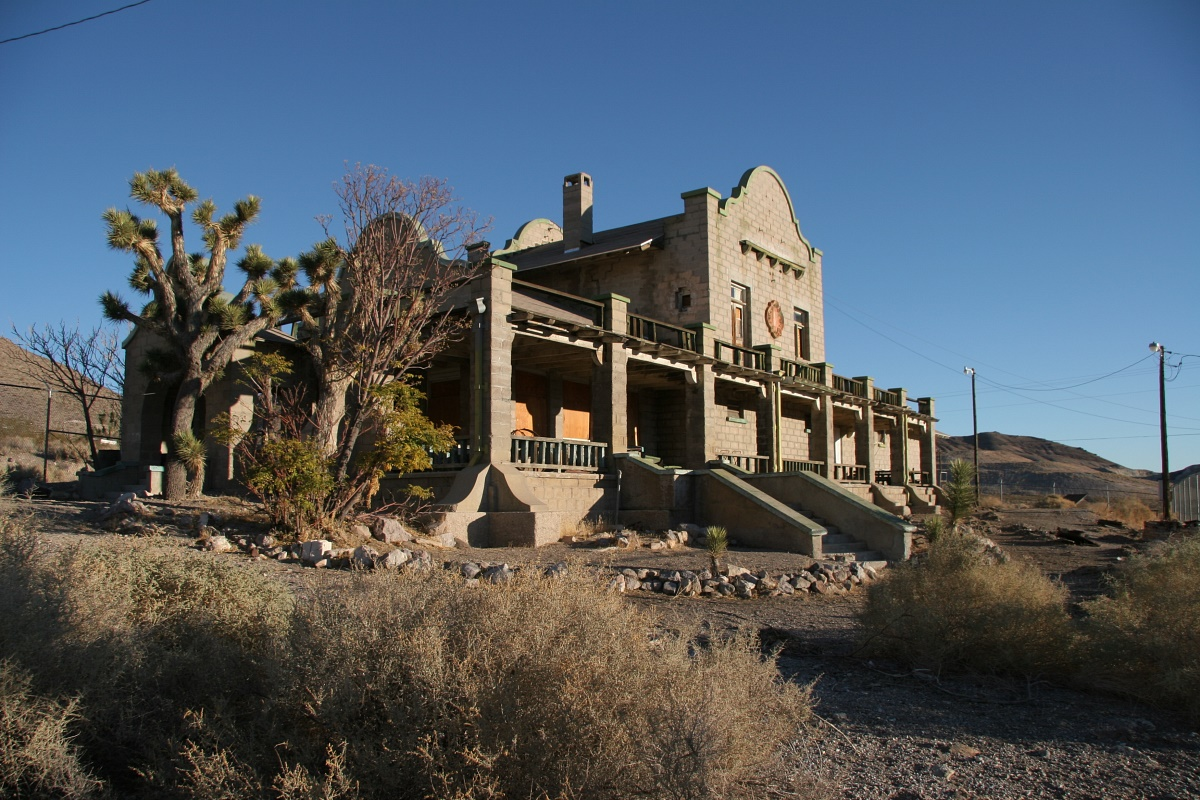
Früheres Bahnhofsgebäude von Rhyolite

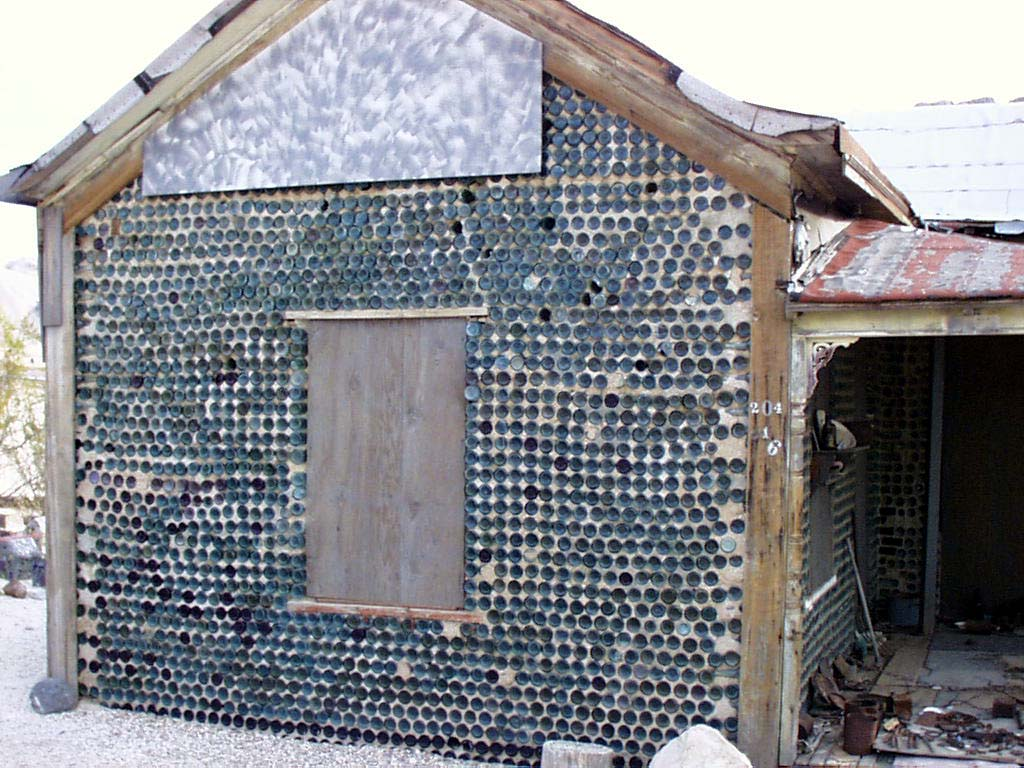
"Bottle House"

Rhyolite ist eine Geisterstadt im Nye County des US-Bundesstaates Nevada. Sie entstand durch und verging mit einem Goldvorkommen und wurde nach dem für die Landschaft prägenden Rhyolith benannt. Rhyolite liegt nordwestlich von Las Vegas auf dem Weg ins Death Valley nahe Beatty, etwa 3 km nördlich der Nevada State Route 374.

## Geschichte
Rhyolite entstand nach 1904 im sogenannten „Bullfrog Mining District“ nach einem Goldfund. Zwischen 1905 und 1910 lebten in Rhyolite über 10.000 Einwohner, es war damit die drittgrößte Stadt Nevadas. Zu seiner Ausstattung gehörten drei Eisenbahnlinien, eine Telegraphenstation, ein Elektrizitätswerk, drei Zeitungen, 50 Goldminen, eine Oper, eine Symphonie, drei Krankenhäuser, ein öffentliches Schwimmbad, 19 Hotels, 18 Drugstores sowie 53 Saloons. Um 1914 waren die Goldvorkommen ausgebeutet, der Niedergang der Stadt erfolgte so schnell wie ihr Aufstieg. Im Jahr 1919 schloss als letztes das Postamt von Rhyolite, und der letzte Einwohner, der Postbedienstete, verließ die Stadt.
Heute steht Rhyolite unter Denkmalschutz und ist ein Freilichtmuseum, das von der Rhyolite Preservation Society erhalten wird. Die Stadt bestand überwiegend aus Holzhäusern, von denen heute keines mehr existiert. Lediglich einige steinerne Gebäude wie Banken, Hotels, das Gefängnis sowie das Bahnhofsgebäude der früheren Las Vegas and Tonopah Railroad stehen noch.
Zu den architektonischen Sehenswürdigkeiten Rhyolites gehört heute noch das Bottle House. Es wurde 1906 aus rund 50.000 miteinander vermörtelten Flaschen als Wohnhaus errichtet – die meisten davon weggeworfene Busch-Beer-Flaschen aus dem benachbarten Saloon.

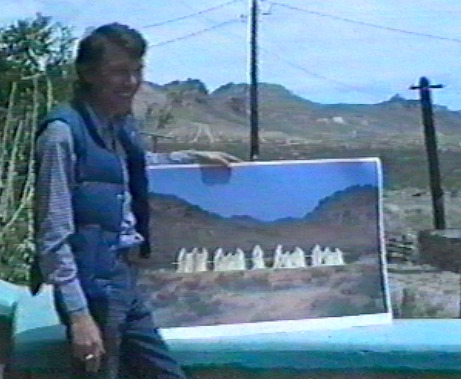
Albert Szukalski in Rhyolite 1988 mit einem Foto seiner Acryl-Freilicht-Skulptur „Das letzte Abendmahl“

Ende der 1980er-Jahre lebte der belgisch-polnische Künstler Albert Szukalski zeitweilig in Rhyolite und schuf währenddessen einige Geisterstatuen aus gehärtetem Acryl. Seine Figuren sind heute die einzigen ständigen „Bewohner“ der Geisterstadt. Rhyolite ist ganzjährig zugänglich, ein ehrenamtlicher Führer der Rhyolite Preservation Society ist immer vor Ort. Der Besuch ist kostenlos, um Spenden wird gebeten.
Die Stadt wurde als Drehort für Szenen in den Filmen Cherry 2000 1987, Six-String Samurai (1998) und Die Insel (2005) genutzt.